# Harold Haenel
Harold Haenel (St. Louis, 18 de outubro de 1958) é um velejador estadunidense, campeão olímpico.

## Carreira
Harold Haenel consagrou-se campeão olímpico ao vencer a série de regatas da classe Star nos Jogos Olímpicos de Verão de 1992 em Barcelona ao lado de Mark Reynolds.